# Містер Холмс
«Містер Холмс» (англ. Mr. Holmes) — британсько-американський детективний фільм-містері, знятий Біллом Кондоном на основі роману  «Невеликий розумовий трюк» Мітча Калліна 2005 року видання. У головних ролях — Ієн Маккеллен, Лора Лінні і Майло Паркер. Світова прем'єра стрічки відбулась 7 лютого 2015 року поза конкурсом Берлінського кінофестивалю, в Україні — 14 січня 2016 року.

## Сюжет
В 1947 році 93-річний Шерлок Холмс, який вже давно відійшов від справ, живе на фермі в Сассексі разом зі своєю покоївкою місіс Манро і її сином Роджером. Повернувшись з Хіросіми, він починає приймати желе з колючого ясену, за яким він туди їздив, в спробі поліпшити свою слабіючу пам'ять. Переймаючись через фікціоналізацію своєї останньої справи про сіру рукавичку доктором Вотсоном, він пише свою версію подій, але зазнає труднощів, згадуючи подробиці. Проводячи деякий час з Роджером, він показує йому як піклуватися про бджіл у пасиці позаду ферми, і поступово проникається батьківською симпатією до нього, хвалячи його допитливість і інтелект. 
З часом, Роджер допомагає Холмсу пригадати його останню справу і чому він пішов з детективного бізнесу. Майже тридцять років тому, чоловік на ім'я Томас Келмот прийшов до Шерлока Холмса з проханням з'ясувати, чому його дружина Енн так сильно змінилася після двох викиднів. Під час переслідування Енн, Холмс з'ясовує, що вона підробила підпис чоловіка для отримання готівки з банку, на яку потім придбала отруту. Перше припущення детектива — Енн планує вбити свого чоловіка і успадковувати його майно, щоб бути з іншим. Але далі він виявляє її справжні наміри: вона хоче придбати надгробки для себе і її викиднів та вчинити самогубство за допомогою отрути. Під час розмови з Енн, Холмс каже, що розуміє її поведінку і зізнається, що теж відчуває себе самотнім. Енн виливає отруту на землю і пропонує нести тягар самотності разом. Але Холмс переконує її повернутися до чоловіка. Після цього Енн чинить самогубство, стрибнувши під потяг, і Холмс йде на пенсію, відчуваючи провину.
Друга серія спогадів розповідає про поїздку Холмса до Японії, де він знайомиться зі своїм шанувальником на ім'я Тамікі Умезакі. Багато років тому, батько Тамікі залишив родину і поїхав до Англії. У листі до сина, батько написав, що він був настільки вражений Шерлоком Холмсом, що вирішив залишитися в Англії назавжди. Детектив каже Тамікі, що не знає його батька, але припускає, що той просто хотів нового життя. Містер Умезакі відмовляється в це вірити. 
У теперішньому часі, місіс Манро починає перейматися через прихильність Роджера до Холмса та здоров'я останнього, який потребує все більшого догляду. Врешті-решт вона приймає пропозицію працювати в готелі в Портсмуті, плануючи взяти з собою Роджера, але той проти, і між ними викикає конфлікт.
Через деякий час Холмс і місіс Манро знаходять поряд з будинком непритомного і багаторазово ужаленого Роджера, якого невдовзі відвозять до лікарні. Манро намагається спалити пасіку, звинувачуючи Холмса в піклуванні тільки за своїма бджолами. Холмс зупиняє покоївку, пояснюючи їй, що Роджера ужалили оси. Він розказує місіс Манро, що хлопчик знайшов гніздо ос поряд з будинком, які постійно вбивали бджол Холмса, і намагався їх знищити, але сам став жертвою нападу. Роджер починає одужувати, а Шерлок Холмс, визнаючи значення духовних та особистих зв'язків з іншими людьми, говорить місіс Манро, що вона і Роджер успадкують його будинок після його смерті і пропонує їм залишитися з ним замість Портсмуту.
Зрештою, Холмс розуміє, що літературні прикраси Вотсона останньої справи детективів були свого роду жалем до містера Келмота, і пише листа до містера Умезакі, в якому описує його батька як хоробру і чесну людину, що таємно працював на Британську імперію. (В дійсності, Холмс був консультантом на зустрічі, де Умезакі заявив про наміри працювати інкогніто на уряд, і порадив японцю написати листа до дружини і сина про те, що він залишається в Англії через Холмса, використовуючи це як виправдання.) Роджер починає вчити свою мати, як доглядати за бджолами, а Холмс практикує японське вчення: він створює кільце з каменів, місце, де він може згадати близьких, яких втратив протягом минулух років.

## У ролях
- Ієн Маккеллен — Шерлок Холмс[6]
- Лора Лінні — місіс Манро[7]
- Майло Паркер — Роджер Манро[8]
- Санада Хіроюкі — Таміко Умедзакі[9]
- Гетті Мораган[7] — Енн Келмот
- Колін Старкі — Доктор Ватсон
- Сара Крауден — Місис Гадсон
- Герміона Корфілд — Енн Келмот

## Виробництво

### Зйомки
Основні зйомки почалися 5 червня 2014 року в Сполученому Королівстві. 9 липня Маккеллен виклав у Твіттері своє фото в образі Шерлока Холмса з фільму. Фільм знімався сім тижнів на натурі в Лондоні і на південному узбережжі Англії.

### Музика
14 липня 2014 року було оголошено, що Картер Бервелл напише музику до фільму.

## Визнання
| Нагороди та номінації фільму «Містер Холмс» | Нагороди та номінації фільму «Містер Холмс» | Нагороди та номінації фільму «Містер Холмс» | Нагороди та номінації фільму «Містер Холмс» | Нагороди та номінації фільму «Містер Холмс» | Нагороди та номінації фільму «Містер Холмс» |
| Рік                                         | Кінопремія / Кінофестиваль                  | Категорія / Нагорода                        | Номінант                                    | Результат                                   |                                             |
| ------------------------------------------- | ------------------------------------------- | ------------------------------------------- | ------------------------------------------- | ------------------------------------------- | ------------------------------------------- |
| 2015                                        | Сієтлський кінофестиваль                    | Найкращий актор                             | Ієн Маккеллен                               | 2-ге місце                                  |                                             |
| 2015                                        | Сіднейський кінофестиваль                   | Приз глядачів за найкращий художній фільм   | «Містер Холмс»                              | Номінація                                   |                                             |